# Gorran
Rewtî Gorran, ofta bara Gorran (på svenska Förändring) är ett kurdiskt politiskt parti bildades 2009. Paritet har kurdisk nationalism, sekularism och socialliberalism som ideologi.
Partiet grundades av Nawshirwan Mustafa, som ledde partiet fram till sin död i maj 2017. Mustafa var en framgångsrik kurdisk affärsman och före detta peshmerga general som hoppat av som vice partiledare för Kurdistans Patriotiska Union (PUK).
I de regionala valen i irakiska Kurdistan i juli 2009 slog Gorran igenom som det ledande oppositionspartiet med omkring 20% av rösterna och fick 25 mandat i irakiska Kurdistans parlament. Nawshirwan Mustafa hävdade dock att valfusk begåtts och att Gorran fått ännu fler röster och segrat i en av de tre kurdiska regionerna. Han krävde därför att de internationella valobservatörerna skulle utreda valresultatet.
I valet till irakiska Kurdistans parlament 2013 fick partiet 24 mandat.
Nawshirwan Mustafa efterträddes som ledare för partiet av Omar Said Ali. Partiet fick 12 mandat i irakiska Kurdistans parlament vid valet 2018.